# Peter Skyllberg
Peter Skyllberg (født ca. 1968) er en svensk mand der overlevede næsten to måneder i en snedækket bil i Nordsverige.
Historien om den såkaldte "snegumler" og hans utrolige overlevelse nåede verden rundt.
Skyllberg kom fra Karlskoga, hvor han havde arbejdet som vicevært, malede og dekorede lejligheder og renoverede køkkener.
Han havde før boet i sin bil.
Den 19. december 2011 sneede han inde i sin bil uden for Umeå på en vej, der ikke blev ryddet for sne.
Det er ikke klart hvorfor han ikke kunne nå at forlade bilen før sneen omsluttede den,
og om han rent faktisk kunne komme ud.
En brandmand anslog sneen til at være 70 centimenter dyb.
Stedet hvor bilen var parkeret ligger halvanden kilometer fra E4 mellem Umeå og Sävar.
Fredag den 17. februar 2012 blev han fundet af politimanden Andreas Gidlund på snescooter.
Da Skyllberg blev fundet forsøgte han først at sende Gidlund og hans kollega Lundgren væk og fortalte at han var gået i hi.
Et bæltekøretøj blev rekvireret
og Skyllberg blev ført til Norrlands Universitetssygehus i Umeå.
Han var meget mager og kunne knapt tale.
I bilen havde han ikke adgang til føde og drikke og levede af sne skrabet fra bilens tag.
Mere end en måned før politiet fandt Skyllberg havde to mænd på snescootere kontaktet det lokale politi efter at have set bilen og dens registreringsnummer.
Historien blev rapporteret internationalt, og eksperter udtalte sig om hvordan en person kunne overleve så lang tid under sådanne forhold.
Sneen har været tilstrækkelig løs til, at der var ilt nok at ånde.
Sneen der omsluttede bilen har skabt en iglo-effekt, der kan have beskyttet mod lave temperaturer, som måske har været ned til minus 30 grader.
Stofskiftet har været sænket på grund af den lave temperatur.
60 dage er på grænsen til hvad folk kan overleve uden mad. En fysiolog mente at Skyllberg kan have været dage fra at dø da han blev fundet.
I foråret 2012 sendte Discovery Channel dokumentarprogrammet Levende begravet i 60 dage (engelsk: Alive! Sixty days under the snow) om Skyllberg's 60 dage i sneen.

## Henvisning
1. 1 2  Discovery Channel (1. april 2012). "Derfor blev han ikke sindssyg". Jyllands-Posten. Arkiveret fra originalen 5. april 2012. Hentet 1. april 2012.
2. ↑  "Bodde i bilen redan i somras". Västerbottens-Kuriren. 20. februar 2012. Arkiveret fra originalen 22. april 2012. Hentet 1. april 2012.
3. 1 2 3  Richard Orange (25. februar 2012). "Swedish man 'was not trapped in his car'". The Telegraph.
4. 1 2  Olof Svensson (21. februar 2012). "Skoterpolisen Torbjörn: Det var ett under att han levde". Aftonbladet.
5. ↑  "Grannen: Han bara drog iväg". SvD. 20. februar 2012.
6. 1 2 3  Discovery Channel (1. april 2012). "Derfor døde han ikke af sult". Jyllands-Posten. Arkiveret fra originalen 3. april 2012. Hentet 1. april 2012.
7. ↑  Richard Orange (21. februar 2012). "Snow-trapped Swedish man could have been rescued a month ago". The Telegraph.
8. ↑  Richard Orange (19. februar 2012). "Swedish man survived for two months in snowbound car thanks to 'igloo' effect". The Telegraph.
9. ↑  "ALIVE! SIXTY DAYS UNDER THE SNOW". Discovery Channel.